# Capilla de la Virgen de la Paloma
La capilla de la Virgen de la Paloma fue un lugar de culto dedicado a la advocación mariana homónima en cuyo lugar se levanta la iglesia de la Virgen de la Paloma y San Pedro el Real.

## Historia
Hacia 1787, Isabel Tintero descubrió un lienzo representando a Nuestra Señora de la Soledad colocándolo posteriormente en el portal de la casa donde vivía en la calle de la Paloma. A partir de entonces comenzó la devoción popular a la imagen ante la que se empezó a rezarse públicamente el rosario todas las tardes ante el cuadro de la Virgen. Pronto la devoción se extendió a la alta nobleza. Uno de los primeros miembros de esta en favorecerla fue Alonso de Zayas y Moscoso,  II conde de las Torres y caballerizo del Rey. Este atribuyó a la Virgen de la Paloma, a la que había conocido por sus criados, la curación de su pierna, rota por una caída de su caballo. Gracias a la devoción de este noble, se alquiló un cuarto bajo de la casa para colocar en él la imagen sobre un altar.  
La gran cantidad de limosnas recibidas para la Virgen hace que pronto se pueda edificar un nuevo espacio de culto especialmente previsto para la imagen. El 1 de julio de 1791, Isabel Tintero eleva una petición al Consejo de Castilla para construir una capilla para albergar la imagen, previamente había comprado un solar en la calle de la Paloma y recabado informes de las autoridades competentes, por mediación de la reina María Luisa de Parma, que además dio una limosna inicial de 3.600 reales.
El Consejo de Castilla pidió al alcalde del cuartel de San Francisco, marqués de Casa-García, que recabará informes sobre la obra de la capilla y pidiera información sobre la obra. Como resultado de esta gestión, se presentaron dos proyectos, uno de Julián Rodríguez y otro de Francisco Sánchez, subdirector de la Real Academia de Bellas Artes de San Fernando. El primero era un proyecto sencillo, mientras que el segundo era un proyecto más académico y rico, que acabó siendo el elegido por los académicos de San Fernando, nombrados al efecto. Las obras comenzaron en 1792 y costó su construcción alrededor de medio millón de reales, ofreciendo Francisco Sánchez su trabajo como arquitecto de forma desinteresada.
En 1792, la reina María Luisa de Parma atribuyó la curación de su hijo primogénito Fernando (futuro Fernando VII) a esta Virgen. Como agradecimiento de esta curación, María Luisa de Parma hace obsequio a la Virgen de la Paloma del traje del príncipe de Asturias. 
El 9 de octubre de 1796 se trasladaría solemnemente la imagen a su nueva capilla, desde la vecina iglesia de San Andrés, donde había estado durante las obras. Dos años después el gobernador de la diócesis de Toledo aprobaría el reglamento para el gobierno de la capilla. Isabel Tintero habitaría un cuarto anejo a la capilla, como administradora de la misma, hasta su muerte el 30 de octubre de 1813 en ese lugar. A su muerte la administración de la capilla pasó a manos del párroco de San Andrés, de acuerdo con el reglamento aprobado en 1798.
Durante el siglo XIX la devoción a la Virgen de la Paloma continuó creciendo y debido a la intensa afluencia a la capilla, hacia 1858 se planteó la posibilidad de realizar una plazuela frente a la entrada de la misma que finalmente no se llevaría a cabo. 
En 1896 se planteó levantar sobre una nueva planta, la iglesia de San Pedro el Real, sobre la capilla de la Virgen de la Paloma, por parte del arquitecto Lorenzo Álvarez Capra. En 1912 se finalizó la nueva iglesia, que había sido terminada por Dimas Rodríguez Izquierdo al morir Álvarez Capra en 1901.

## Descripción
La capilla se construyó en un solar alargado en estilo neoclásico. Era de una sola nave, de cabecera plana decorada por pilastras sobre las que descansaba una cornisa arquitrabada. En el centro de la nave se contaba con una cúpula proporcionada al templo. Toda la construcción se había realizado en piedra y ladrillo.
La capilla contaba con un atrio de pequeñas proporciones a sus pies. Este atrio estaba cerrado por una verja de hierro. 

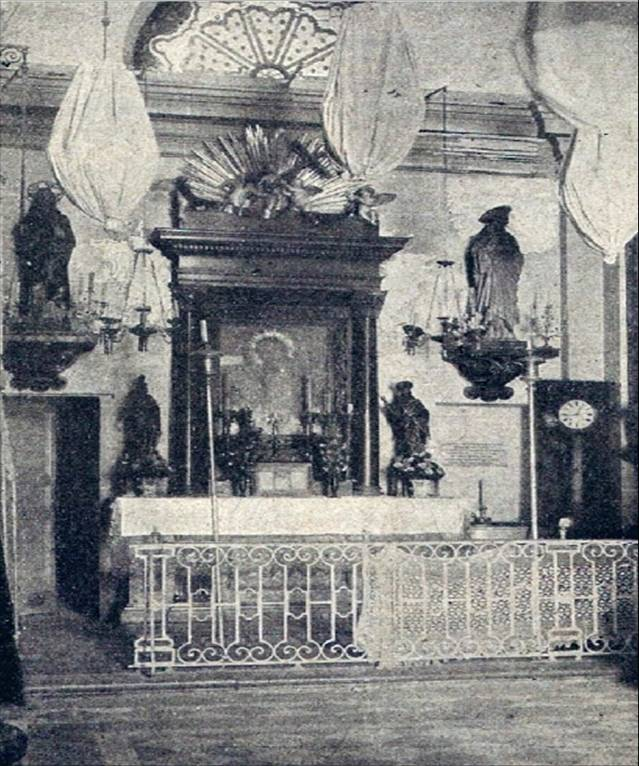
Interior de la capilla (c. 1895)

La fachada era de formas sencillas, contando con una puerta de estilo clásico. Sobre la misma se disponía un hueco semicircular que daba luz a la capilla. La fachada se remataba con un frontón triangular.
En el interior, la imagen de la Virgen de la Paloma estaba colocada en un retablo neoclásico formado por una portada con dos columnas corintias rematada por unas esculturas de angelitos sujetando una cruz de la que partían una serie de rayos de madera dorados. Formando parte del retablo, flanqueaban las columnas dos estatuas de San Pedro (izquierda) y San Pablo (derecha).
A finales del siglo XIX, y antes de su demolición, a ambos lados del altar se había colocado en sendas peanas dos estatuas del Sagrado Corazón de Jesús y del Inmaculado Corazón de María.
La bóveda contaba con una decoración formada por pinturas al fresco.

## Galería

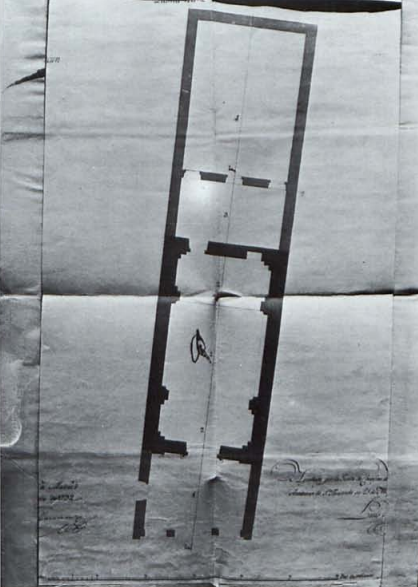
Planta de la capilla (Francisco Sánchez, 1791)
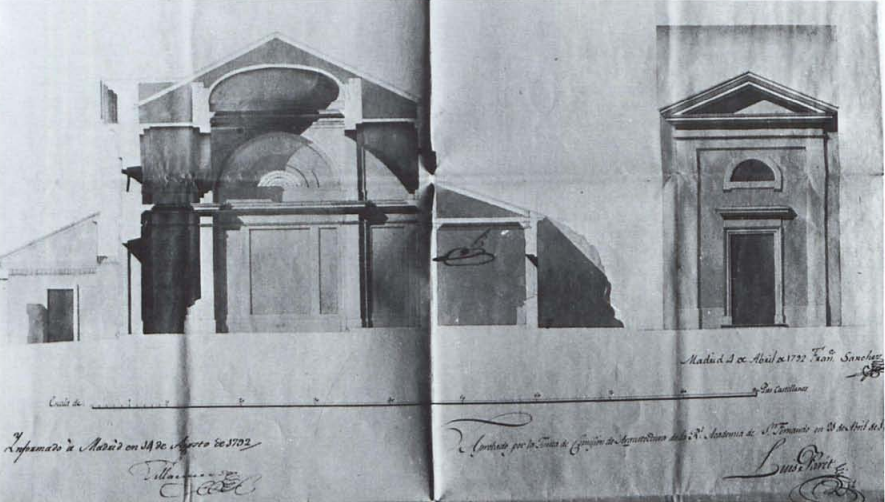
Fachada y sección de la capilla (Francisco Sánchez, 1791)
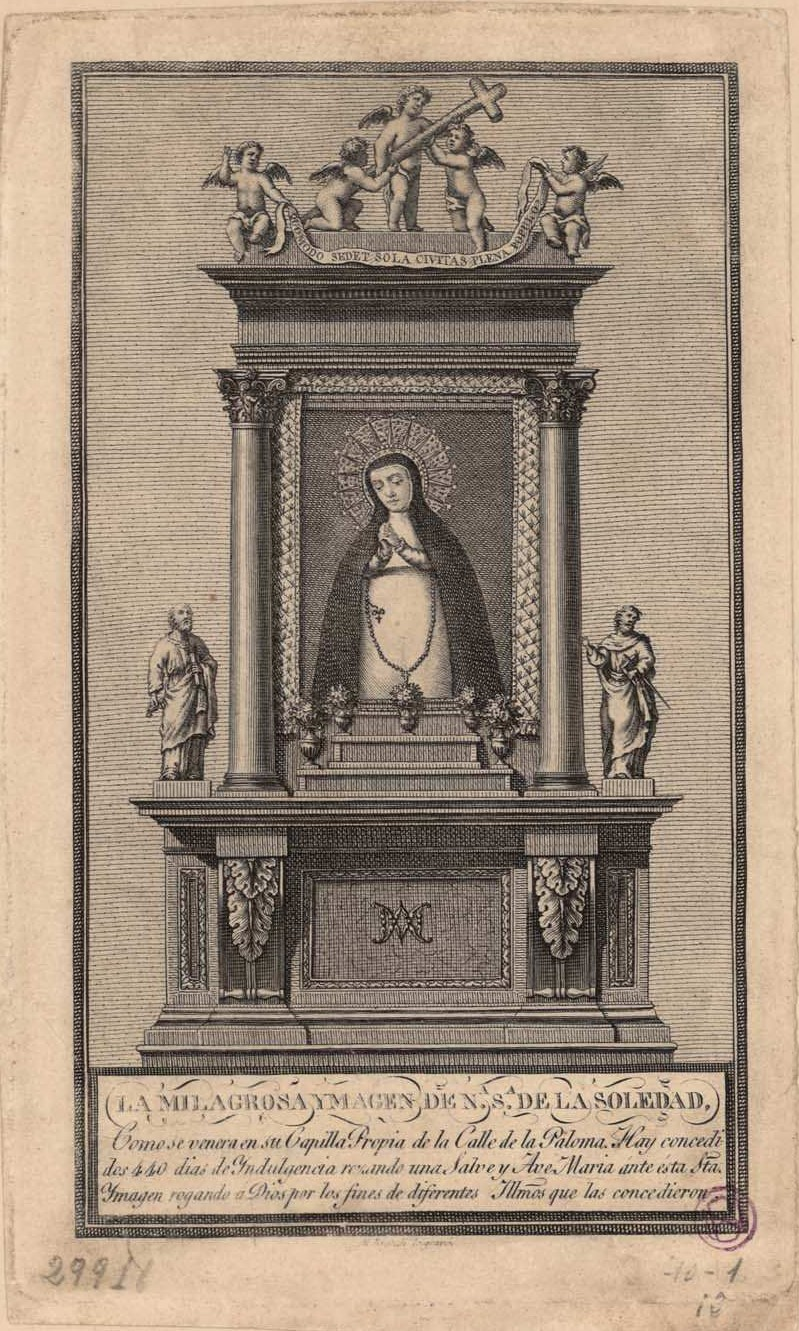
Grabado del retablo (Mariano Brandi, c. 1800)

### Individuales
1. ↑  Esetena, Publicado por. «La Virgen de la Paloma en siete imágenes históricas». Consultado el 16 de agosto de 2022.
2. ↑  «Noticias particulares de Madrid». Diario de Madrid (315). 10 de noviembre de 1792. p. 1315.
3. ↑  Palacios, Paloma (2012). «La Virgen de la Paloma: historia y tradición». Revista de folklore (365): 31-42. ISSN 0211-1810. Consultado el 16 de agosto de 2022.
4. ↑  «(Encabezado)». Diario de Madrid (283). 9 de octubre de 1796. p. 1153.